# Cérémonies barbares
Well-Schooled in Murder

Localisation du Sussex de l'Ouest.

Cérémonies barbares (titre original : Well-Schooled in Murder) est un roman policier d'Elizabeth George, initialement paru en 1990 chez Bantam Press. Il a ensuite été publié en France aux Presses de la Cité en 1993, puis ultérieurement chez Pocket où il porte le numéro 4206.
C'est le quatrième roman, sur 21 romans parus, ayant pour héros l'inspecteur Thomas Lynley et son adjointe, Barbara Havers.
L'inspecteur Lynley et le sergent Havers enquêtent dans un établissement d'enseignement privé dans lequel un adolescent a disparu puis a été retrouvé mort après avoir été torturé. L'enquête s'oriente en direction de pratiques de bizutage qui auraient mal tournées, et peut-être de pratiques pédophiles. Le fait qu'un autre étudiant du même établissement scolaire se soit suicidé 15 ans auparavant pose aussi question.

## Principaux personnages
- La victime
  - Matthiew (dit « Matt » ou « Mattie ») Whateley : 13 ans, élève de quatrième.

- Enquêteurs et alliés
  - Thomas (« Tommy ») Lynley : 34 ans ; inspecteur à Scotland Yard.
  - Barbara Havers : sergent à Scotland Yard.
  - Simon Allcourt-Saint James : 34 ans ; médecin légiste ; ami de Lynley, époux de Deborah Saint James.
  - Deborah Saint James : 24 ans, photographe ; épouse de Simon Allcourt Saint James.
  - Mike Canerone : policier.

- Familles des élèves
  - Kevin Whateley : sculpteur ; père de Matthiew Whateley.
  - Patsy Whateley : mère de Matthiew Whateley.
  - Giles Byrne : économiste ; père de Brian Byrne.

- Élèves de Bredgar Chambers
  - Harry Morant : 13 ans ; ami et camarade de classe de Matthiew Whateley.
  - Brian Byrne : 18 ans ; élève de terminale, fils de Giles Byrne.
  - Chas Quilter : 18 ans ; élève de terminale, préfet-en-chef des élèves.
  - Clive Pritchard : 18 ans ; élève de terminale.
  - Arlens : 13 ans ; camarade de classe de Matt.
  - Smythe-Andrews : 13 ans ; camarade de classe de Matthiew Whateley.
  - Edward (« Eddie ») Hsu : ancien élève de Bredgar Chambers ; il s'était suicidé 15 ans auparavant.

- Enseignants et personnes liées à Bredgar Chambers
  - Alan Lockwood : directeur de Bredgar Chambers.
  - Kathleen Lockwood : épouse d'Alan Lockwood.
  - John Corntel : professeur de littérature anglaise.
  - Emilia Bond : professeur de chimie.
  - Cowfrey Pitt : professeur d'allemand.
  - Elaine Roly : intendante de Bredgar Chambers.
  - Frank Orten : concierge de Bredgar Chambers.
  - Judith Laughland : infirmière de Bredgar Chambers.

- Autres
  - Yvonnen Livesley : ancienne camarade de classe de Matthiew Whateley.
  - Cecilia Feld : adolescente à Stoke Poges.
  - Colonel Bonnamy : retraité ; voisin de Bredgar Chambers.
  - Jean (« Jeannie ») Bonnamy : 32 ans ; fille du colonel Bonnamy.
  - Helen Clyde : petite amie de Lynley ; elle est en vacances à Corfou.
  - Jimmy Havers : père de Barbara Havers.
  - Mme Havers : mère de Barbara Havers.

## Résumé
Le récit est présenté en 22 chapitres.

### Mise en place de l’intrigue
Chapitres 1 à 4.
Les époux Whateley, de condition sociale modeste, ont envoyé leur fils Matt, 13 ans, étudier dans l'établissement privé Bredgar Chambers, situé à centaine de kilomètres de Londres, dans le Sussex de l'Ouest. Il est scolarisé en classe de quatrième et c'est sa première année à Bredgar Chambers. En ce dimanche frisquet de mars, alors qu'il devait arriver en milieu de matinée après avoir passé le vendredi soir et la journée du samedi dans la famille de son camarade Harry Morant, il est en retard. Mme Whateley appelle Harry, qui lui dit que Matt a finalement été hospitalisé à l'infirmerie. Elle appelle alors l'infirmerie de Bredgard où on lui apprend qu'on n'y a pas vu Matt. Très inquiets, son mari et elle se rendent au collège et exigent des explications. Le directeur tente de calmer les parents, évoque une fugue, passe des appels téléphoniques aux familles des camarades de classe et met en œuvre un programme de recherche aux alentours de l'établissement. Toutefois, le professeur responsable des élèves durant le week-end, John Corntel, craint que Matt soit allé plus loin, peut-être jusqu'à Londres, et qui sait ce qu'il a pu lui arriver ?
Le lundi matin, Corntel se rend à Scotland Yard. Il sait que l'inspecteur Lynley, qui avait été son condisciple à Eton quinze ans auparavant, pourrait peut-être l’aider. Lynley est ennuyé car il ne peut agir qu’à la demande de la police locale. Il semble au demeurant que Matt ait dit aux Morant qu'il resterait à l'infirmerie du collège, alors même qu'aucun certificat d'admission ne lui avait été remis. En fait, on n'a pas revu Matt depuis le vendredi en début d'après-midi. Ne s'agit-il pas réellement d'une fugue ?
Toutefois, la veille (dimanche), alors qu'elle fait des photographies d'oiseaux, de vieilles maisons, de cours d'eau et de paysages, Déborah Saint James, épouse du médecin légiste Simon Saint James, découvre par hasard le cadavre dénudé de Matt dans un cimetière du village de Stoke Poges, dans le Berkshire près de Slough. Elle appelle la police et Simon depuis une maison située non loin de là. Il paraît évident que l'adolescent a été torturé avant sa mort, et qu'après la mort, le corps a été jeté à terre un peu au hasard. En tout cas il n'est pas mort là où Deborah l'a trouvé. 
Le lundi, Lynley apprend la découverte du corps dans le Berkshire et fait le rapprochement avec la visite de Corntel. Dans les heures qui suivent, le père de Matt est amené à la morgue ; il reconnaît le corps. Peu après, Lynley se rend au domicile des Whateley. Si ces derniers reconnaissent que leur fils était un peu taciturne depuis quelques semaines, il ne s'était pas plaint de sa scolarité à Bredgar Chambers.

### L'enquête
Chapitres 5 à 20.
L'enquête commence par la fouille des affaites de Matt dans sa chambre et celle de son emplacement dans la salle des études. Puis l'audition de certains professeurs et de certains élèves. Le directeur de l'établissement et l’infirmière sont aussi auditionnés. La première impression qui se dégage est une fugue de Matt qui aurait mal tournée : stressé par la différence de milieu social avec ses condisciples, tous issus de milieux bourgeois, Matt aurait quitté volontairement l'établissement scolaire et aurait fait « une mauvaise rencontre ».
Il pourrait aussi s'agir d'un bizutage qui aurait mal tourné ? Il est possible que Matt se soit enfui car il subissait des brimades par un autre élève qui lui aurait mené la vie dure.
À cet égard l’autrice évoque la situation psychologique de Harry Morant, le meilleur ami de Matt. Harry est un adolescent brimé par un autre élève (dont l'identité n'est pas révélée). Maintenant que Matt est mort, que va-t-il devenir ? Les brimades vont-elles cesser, ou au contraire augmenter ?
La première piste envisagée (fugue de l'adolescent) est écartée quand Thomas Lynley et Barbara Havers sont appelés par Orten, le concierge de l’établissement : quelqu'un a voulu brûler des vêtements qui semblent être ceux de Matt. Se rendant sur les lieux, les policiers constatent que des vêtements appartenant à Matt ont failli être brûlés ; seule l'intervention du concierge qui a arrêté l'incendie a empêché que les preuves disparaissent. Comme l’adolescent a été retrouvé dénudé à 200 km de là et que les habits ont été jetés au feu (sans doute par l’assassin), cela signifie qu'il a été déshabillé sur place, dans l'établissement, ou bien le vendredi, ou bien le samedi, avant d'être tué. Celui qui a fait le coup est donc quelqu'un qui connaissait Matt et qui fréquente habituellement les lieux. Il n'y a pas eu de fugue. Les enquêteurs s'oriente vers une autre piste : celle de la pédérastie, ou pire la pédophilie ou encore les perversions sexuelles. Le coupable pourrait ne pas être un autre élève, mais un enseignant de Bredgar Chambers ?
Continuant l'enquête, ils auditionnent le colonel Bonnamy et sa fille Jean qui recevaient une fois par semaine le jeune Matt. Ils affirment aux policiers que, selon eux, Matt est métis et plus précisément eurasien. Ils en veulent pour preuve ses cheveux et ses yeux noirs, sa petite taille et ses hautes fossettes. Matt aurait-il été assassiné par racisme et en raison du fait qu'il était métis ? D'ailleurs, s'il était métis, qui était son vrai père ou sa vraie mère ?
Interrogeant les parents de Matt, les enquêteurs apprennent que Matt était effectivement métis et qu’il était un enfant adopté. Il était aussi daltonien et ne parvenait pas à reconnaître certaines couleurs. C'est Giles Byrne, père de Brian Byrne (autre élève de l’école), qui leur avait proposé d'adopter un petit bébé dont les parents ne voulaient plus. Giles Byrne leur avait fait promettre que l’enfant serait, à l’adolescence, scolarisé à Bredgar Chambers, ce que les Whateley avaient accepté sans difficulté.
Puis Lynley et Havers apprennent que Matthew avait demandé à une de ses camarades de classe, Yvonnen Livesley, du matériel audio pour enregistrer les brimades dont était victime un de ses camarades de classe. Il avait ensuite remis au préfet-en-chef des élèves (Chas Quilter) une copie de l’enregistrement en lui demandant de faire cesser ces pratiques. A priori il n’a pas remis l’enregistrement au personnel éducatif car le code tacite de conduite l'empêchait de dénoncer d’autres élèves. Le tortionnaire de son ami serait donc le suspect idéal. Les enquêteurs, en possession d'un double de la cassette audio remise par Yvonnen Livesley, découvrent vite que l'élève martyrisé était Harry Morant, camarade de classe de Matt. Entendu, celui-ci refuse dans un premier temps de dire qui était son tortionnaire, mais fini par lâcher un nom : Chas Quilter. Il montre aussi un endroit où on lui faisait subir des brimades ; ce lieu est assez isolé et il se pourrait qu’il ait été celui où l'on a retenu prisonnier Matt avant de le tuer.
Lynley ne croit pas que Chas Quilter soit le responsable des tortures. La poursuite de l’enquête permet de tourner les soupçons vers un autre élève : Clive Pritchard. Confronté à divers éléments qui l'accusent, ce dernier reconnaît des brimades à l'encontre d'Harry et de Matt, mais conteste avoir tué ce dernier. Il sort alors des photographies d'une enveloppe : des photos montrant des enfants soumis, ou blessés, ou violés par des adultes. Il affirme qu'il a vu Mme Emilia Bond, professeur de chimie, tenter de brûler ces photos la nuit de la disparition de Matt. Selon lui, c'est un enseignant qui a fait le coup.
Entendue, Emilia Bond finit par avouer qu'elle a effectivement tenté de brûler ces photos à connotation pédophiles, et que leur possesseur était John Corntel, le professeur de littérature anglaise, celui-là même qui est venu deux jours auparavant à Londres demander à Lynler d'enquêter.
Les investigations se poursuivent lorsque les résultats de l’autopsie de Matt sont connus : il est mort, non pas étranglé, poignardé ou des suites de brûlures de cigarettes, mais d'empoisonnement au dioxyde de carbone. De plus, ses mains portent des traces de soude. Où peut-on trouver ces produits en quantité suffisante pour que Matt y ait été exposé ? Dans le laboratoire de chimie. Les recherches se poursuivent dans cette direction, sans résultats probants. Pendant ce temps, le directeur de l’établissement procède à l'exclusion de Clive Pritchard en raison des brimades infligées à Matt et à Harry.
Soudain, on apprend que Jeannie (« Jean ») Bonnamy, chez qui Matt se rendait une fois par semaine pour jouer aux échecs avec le colonel Bonnamy, vient d'être violemment agressée à son domicile : un homme inconnu lui a porté des coups de râteau à la tête, la blessant grièvement. Elle est tombée dans le coma. Les raisons de cette agression sont inconnues.
La piste « Clive Pritchard » étant arrivée dans une impasse, Lynley oriente l'enquête en direction de Chas Quilter quand il apprend que l’adolescent vient de disparaître mystérieusement. Il apprend que Chas Quilter avait une petite amie qui s'appelle Cecilia Feld, et que celle-ci habite à Stoke Poges, au village même où Deborah Saint James avait découvert le cadavre de Matt. Ce n’est évidemment pas une coïncidence : par un moyen ou un autre, Chas Quilter est lié au meurtre, soit en tant qu'auteur principal, soit en tant que complice. Les policiers recherchent activement Chas et se rendent à Stoke Poges. Ils y rencontrent Cecilia Feld, 18 ans, qui vit dans une famille d'accueil. La jeune fille a accouché très récemment d'un bébé atteint du syndrome d'Apert. Après des dénégations maladroites, les policiers apprennent que Chas était dans la maison il y a moins d'une heure et qu'il est le père de l'enfant. Lynley fouille les environs et découvre le corps de Chas : le jeune homme vient de se pendre à un arbre.

### Dénouement et révélations finales
Chapitres 21 et 22.
Lynley fait convoquer Giles Byrne et son fils Brian. Il explique aux deux hommes qu'il a résolu les trois événements dramatiques constatés ces derniers jours : le meurtre de Matt, l'agression de Jean Bonnamy, le suicide de Chas.
Peu avant le meurtre de Matt, Chas avait rencontré Brian pour lui dire que Cecilia (que Chas avait mise enceinte) venait de lui téléphoner pour lui indiquer qu'elle était sur le point d'accoucher. Chas avait emprunté le minibus de l'établissement pour voir Cecilia. Lorsqu'il était rentré à Bredgar, Matt l'avait aperçu. Chas craignait que Matt ne parle au directeur ou à un enseignant. Chas a parlé de ses craintes à Brian. Ce dernier, afin de gagner pour toujours l'amitié de Chas et celle de Clive Pritchard (qui voulait récupérer la cassette audio contenant ses brimades à l'égard d'Harry), avait organisé l'enlèvement de Matt : Clive et lui avaient enlevé Matt après le déjeuner du vendredi ; Matt avait été placé dans un réduit au dessus du séchoir ; une dispense de sport avait été glissée dans le casier du professeur Pitt ; Clive avait torturé Matt (sans le tuer) pour lui faire révéler où il avait caché la cassette audio ; Brian avait récupéré Matt et l'avait emmené dans le laboratoire de chimie, où il l'avait tué dans la hotte ; il avait ramené le corps dans le réduit au dessus du séchoir ; quand Clive avait découvert le cadavre, il avait alerté Brian ; Clive et lui avaient pris le minibus le samedi soir et avaient mis le corps de Matt dans le cimetière de Stoke Poges, non loin de l’endroit où habitait Cecilia.
C'était le vendredi soir et le samedi matin, l'école était déserte, la plupart des élèves étant rentrés chez eux et un tournoi de hockey ayant eu lieu le vendredi soir suivi d'une beuverie.
L'élimination de Matt permettait à Brian de protéger Chas (ayant mis enceinte Cecilia, il risquait le renvoi de l'école et ses projets d'études futures à Cambridge étaient compromis) et de faire croire à Clive que c'est lui qui avait tué l'adolescent. Brian aurait ainsi eu « barre » sur ces deux amis. 
Toutefois la mort de Matt n'avait pas rendu la sérénité à Chas : Cecilia avait accouché d'un enfant handicapé, les remords avaient pris le dessus, Matt avait écrit un courrier de remerciement à Jean Bonnamy (Chas était avec Lynley et Havers quand ils avaient découvert le brouillon de la lettre envoyée à Jean). Quand Chas en avait parlé à Brian, celui-ci s'en était pris à la jeune femme pour la faire taire.
Les preuves sont les empreintes digitales qu'on retrouvera certainement dans le réduit, dans le laboratoire de chimie, dans le minibus. Il y aura sans doute le signalement de Jean Bonnamy et les preuves de l’agression que l'on trouvera sur les vêtements de Brian. Clive Pritchard va avouer, ne serait-ce que pour se protéger par rapport à la mort de Matt.
Devant le résumé de l’affaire par Lynley, Brian avoue l'intégralité des faits énoncés et reprochés.
Mais Lynley assène un coup supplémentaire à Brian. Sortant de sa poche deux cravates, Lynley lui demande de désigner laquelle porte une dominante jaune et laquelle porte une dominante bleue. Brian ne peut pas répondre à cette question : il est daltonien, tout comme Matt l'était. Brian et Matt étaient demi-frères par leur mère. En effet, il y a 15 ans, Edward (« Eddie ») Hsu, le pupille de Giles Byrne (père de Brian), avait été courtisé par Pamela, l'épouse de Giles. Tous deux avaient eu des relations sexuelles non protégées. Pamela était tombée enceinte d'Eddie. Quand il avait découvert cela, Eddie s'était suicidé, craignant pour son déshonneur. L'enfant avait été confié par Giles aux époux Whateley aux fins d'adoption. Non seulement Brian a contribué au suicide de Chas qu'il aimait tant, mais au surplus il a tué Matt qui était son demi-frère.
Les dernières pages du roman concernent Barbara Havers. En rentrant au domicile familial après la conclusion de cette enquête, elle y découvre sa mère, complètement désorientée. Jimmy, le père de Barbara, est avachi dans son fauteuil depuis des heures. Il est mort. Son épouse aboulique n'a rien fait pour alerter les secours. L'enterrement de Jimmy Havers a lieu quelques jours après. Outre Barbara et sa mère, quelques amis et quelques voisins, il y a aussi Thomas Lynley et Simon Saint James. C'est alors qu'Helen Clyde, venue spécialement de Corfou, fait discrètement son apparition. Lynley est très heureux de la revoir. Helen lui dit des mots réconfortants : il se pourrait que leur relation s'approfondisse, mais il faudra des mois, si ce n’est des années. Lynley comprend qu'il va devoir patienter.